# Olvera
Olvera er en by og kommune i det sydlige Spanien i provinsen Cádiz. Den har et indbyggertal på 7.864 (2024) indbyggere.